# Causa di morte (romanzo)
Causa di morte è un romanzo di Patricia Cornwell con protagonista il celebre personaggio dell'anatomopatologa Kay Scarpetta, pubblicato nel 1996. Il romanzo inizia con la scoperta del cadavere di un sommozzatore nelle acque di un vecchio arsenale della Marina vicino a Richmond. La vittima è un giornalista che si stava interessando delle navi dell'arsenale; più tardi si scopre che era anche in possesso di un misterioso libro scritto dal pericoloso capo di una setta. Tentativi di depistaggio ed intimidazioni non impediranno a Kay Scarpetta di trovare il colpevole.

## Edizioni
- Patricia Cornwell, Causa di morte, traduzione di Anna Rusconi, collana I Miti, Arnoldo Mondadori Editore, 1999, ISSN 1123-8356.